# МКС-60
МКС-60 — шестидесятий довготривалий екіпаж Міжнародної космічної станції. Його робота розпочалась 24 червня 2019 року з моменту відстиковки від станції корабля Союз МС-11 із трьома членами екіпажу. До складу учасників експедиції увійшов екіпаж корабля Союз МС-12 з 3 космонавтів, які прибули на станцію раніше та брали участь у роботі 59-ї експедиції; а також екіпаж корабля Союз МС-13, що прибув 20 липня. Робота експедиції закінчилася 3 жовтня 2019 з моменту відстиковки від МКС корабля Союз МС-12.

## Екіпаж
| Посада        | Перша частина 24 червня — 20 липня 2019 | Друга частина 20 липня — 3 жовтня 2019 | № польоту | Корабель доставки |
| ------------- | --------------------------------------- | -------------------------------------- | --------- | ----------------- |
| Командир      | Олексій Овчинін                         | Олексій Овчинін                        | 2         | Союз МС-12        |
| Бортінженер-1 | Тейлер Хейг                             | Тейлер Хейг                            | 1         | Союз МС-12        |
| Бортінженер-2 | Крістіна Кох                            | Крістіна Кох                           | 1         | Союз МС-12        |
| Бортінженер-3 |                                         | Олександр Скворцов                     | 3         | Союз МС-13        |
| Бортінженер-4 |                                         | Лука Пармітано                         | 2         | Союз МС-13        |
| Бортінженер-5 |                                         | Ендрю Морган                           | 1         | Союз МС-13        |

## Етапи місії

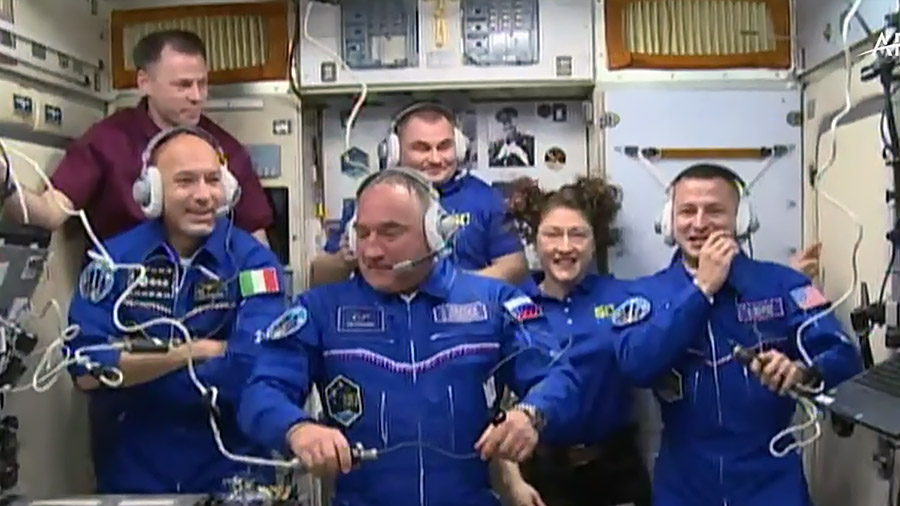
Екіпаж у повному складі, 20.07.2019

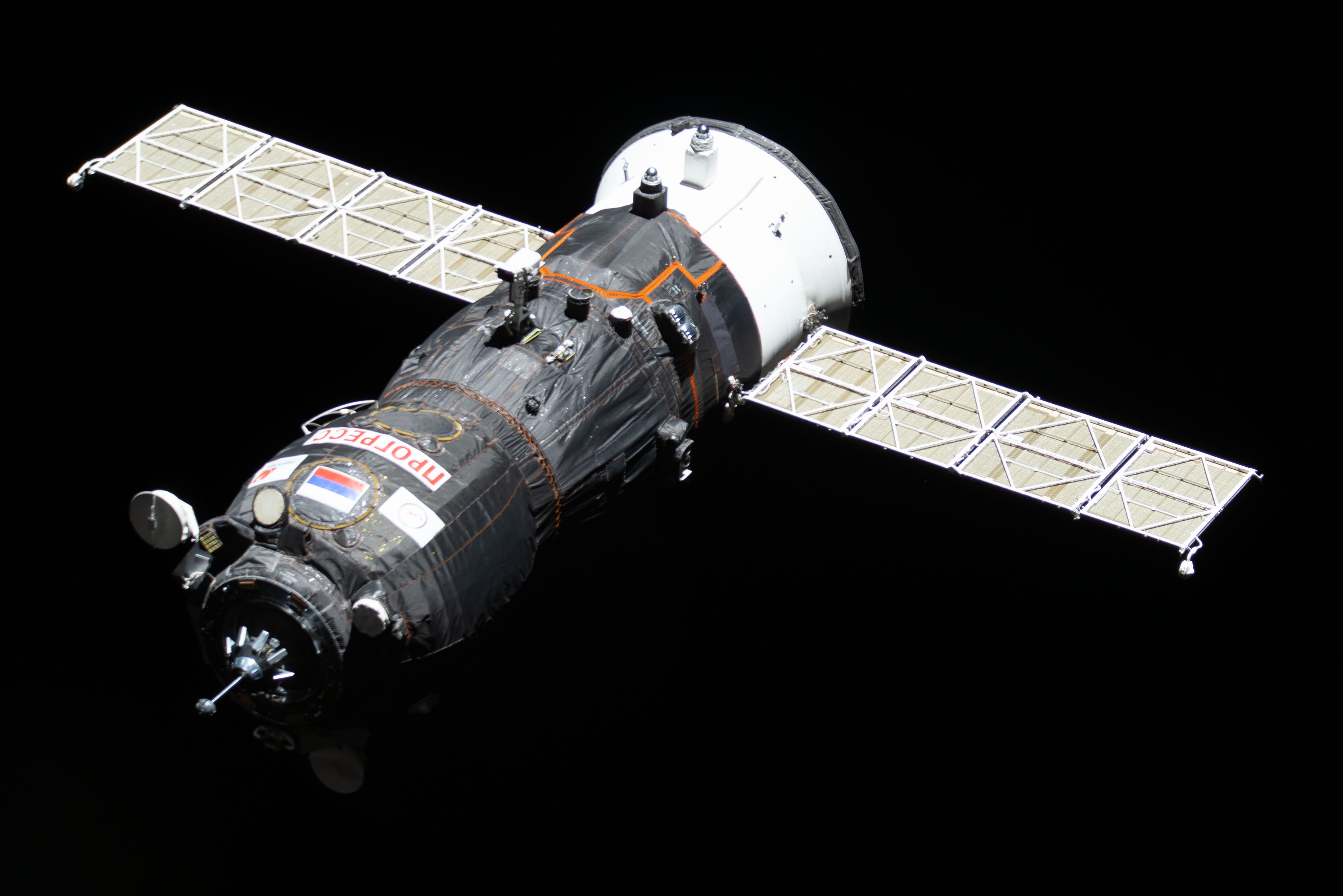
Прогрес МС-12 під час зближення зі станцією, 31.07.2019

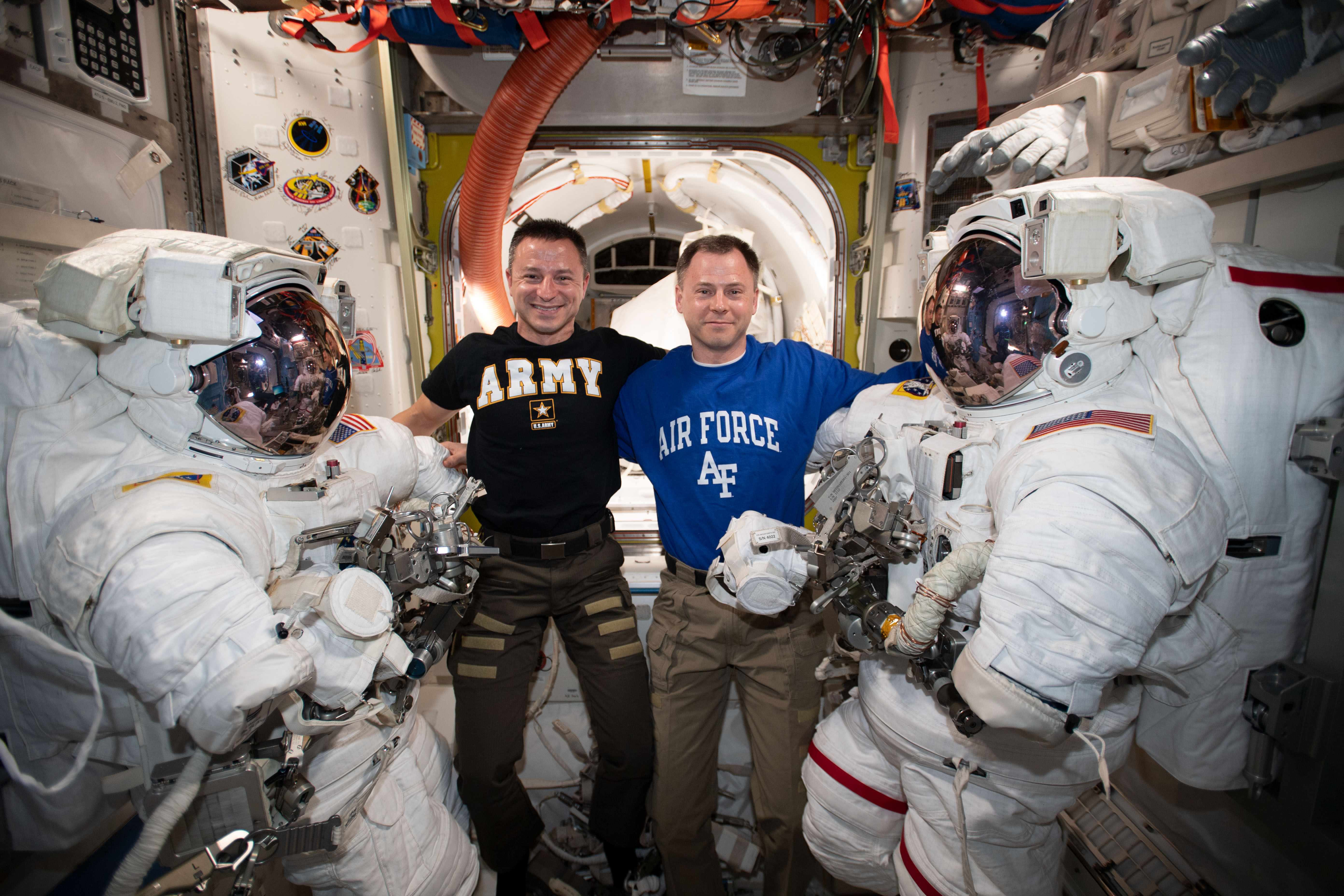
Ендрю Морган та Нік Хейг перед виходом у відкритий космос, 18.08.2019

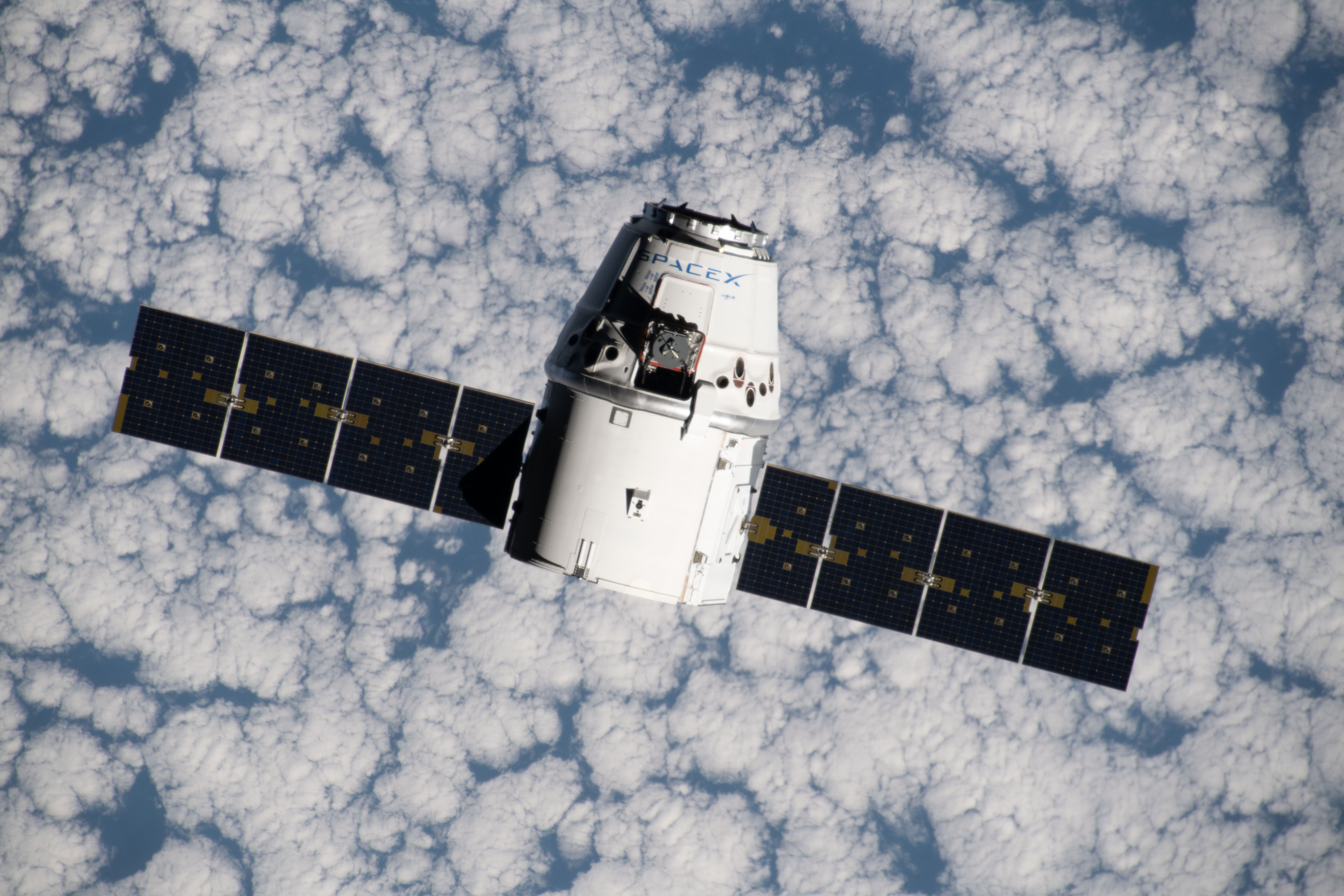
SpaceX CRS-18 після від'єднання від станції, 27.08.2019

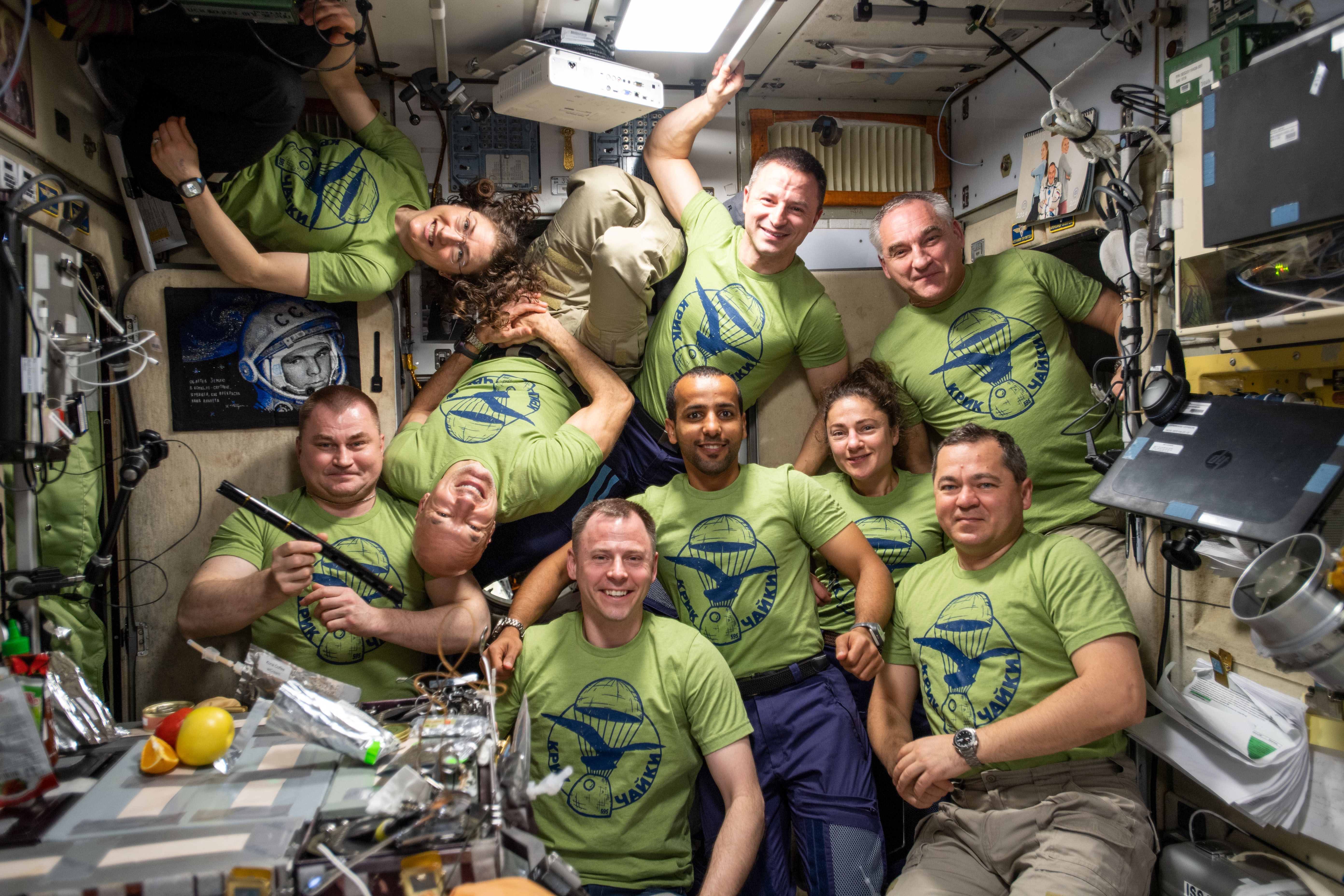
На борту станції 9 космонавтів, 26.09.2019

24 червня о 23:25 (UTC) корабель Союз МС-11 з трьома космонавтами на борту (Олег Кононенко, Енн Макклейн та Давид Сен-Жак) відстикувався від станції. З цього моменту розпочалася робота 60-ї експедиції у складі трьох космонавтів — Олексія Овчиніна, Тейлер Хейг та Крістіни Кох.
20 липня о 22:48 (UTC) до станції пристикувався корабель Союз МС-13 із трьома космонавтами на борту (Олександр Скворцов, Лука Пармітано та Ендрю Морган). Таким чином, у складі 60-ї експедиції стало 6 космонавтів..
27 липня до МКС пристикувався вантажний корабель SpaceX CRS-18, запущений 25 липня. Спочатку о 13:11 (UTC) корабель було захоплено краном-маніпулятором Канадарм2 (яким керували Тейлер Хейг та Крістіна Кох). Після чого о 16:01 (UTC) його було пристиковано до модуля Гармоні. Корабель доставив до МКС 2312 кг корисного вантажу, серед якого — продукти харчування, матеріали для наукових досліджень, обладнання і деталі станції тощо.
31 липня — до станції до надирного стикувального вузла модуля Пірс модуля «Звєзда» пристикувався вантажний корабель Прогрес МС-12. Від часу його запуску з Байконуру минуло 3 год 19 хв. Він доставив до МКС 2450 кг вантажу, у тому числі їжу, паливо, кисень, воду, наукове обладання та комплектуючі.
6 серпня — вантажний корабель Cygnus місії NG-11, який був на станції з 19 квітня, відстикувався від МКС.
23 серпня — космонавти Н. Хейг та Е. Морган здійснили вихід у відкритий космос, який тривав 6 год. 32 хв. Вони встановили другий стикувальний порт IDA-3, який планують використовувати для комерційних пілотованих космічних кораблів.
26 серпня — здійснено перестикування космічного корабля Союз МС-13. Для цього троє членів екіпажу (О. Скворцов, Л. Пармітано та Е. Морган) зайняли свої місця у кораблі, він від'єднався від станції від модуля «Звєзда», облетів МКС та пристикувався до модуля «Поіск». Політ тривав 24 хв. Маневр було здійснено для подальшого пристикування до станції корабля Союз МС-14.
27 серпня — о 03:08 (UTC) до станції пристикувався корабель Союз МС-14. Оскільки вперше для запуску було використано ракету Союз-2.1а для таких кораблів, запуск здійснено 22 серпня у безпілотному режимі. Було заплановано, що стикування відбудеться 24 серпня, проте через неполадки системи автоматичного стикування, його було відкладено. Корабель доставив на борт МКС близько 670 тонн вантажу — наукове та медичне обладнання, комплектуючі для системи життєзабезпечення, продукти харчування, медикаменти тощо.
27 серпня — о 14:59 (UTC) за допомогою крана-маніпулятора Канадарм2 від станції відстиковано корабель SpaceX CRS-18, що був приєднаний протягом місяця. Він повернув на Землю результати наукових експериментів та зразки матеріалів..
6 вересня — о 18:15 (UTC) від станції відстикувався корабель Союз МС-14. На його борту перебував російський антропоморфний робот FEDOR та корисний вантаж. За декілька годин корабель успішно приземлився на території Казахстану.
14 вересня — здійснено планову корекцію орбіти МКС. Для цього на 39,5 секунд було включено двигуни службового модуля «Звєзда». Метою корекції було формування балістичних умов для від'єднання корабля «Союз МС-12».
25 вересня — о 19:45 (UTC) стикування з МКС корабля Союз МС-15 із трьома космонавтами на борту — двох учасників експедиції МКС-61/62 (Олег Скрипочка і Джесіка Меір) та одного учасника експедиції відвідування-19 (Хазза аль-Мансурі). О 21:13 (UTC) вони перейшли на борт станції та на МКС стало 9 космонавтів.
28 вересня — до станції пристикувався японський вантажний корабель H-II Transfer Vehicle місії HTV-8, який було запущено 24 вересня. Спочатку корабель було захоплено за допомогою крана-маніпулятора Канадарм2, після чого пристиковано до модуля Гармоні. Корабель доставив до МКС 5,3 тонн вантажу, серед якого: обладнання та матеріали для наукових досліджень, 3 мікросупутника, вода та кисень для забезпечення життєдіяльності космонавтів, а також 6 літій-іонних батарей, які мають замінити старі нікель-водневі акумулятори.
3 жовтня о 07:37 (UTC) корабель Союз МС-12 із трьома космонавтами на борту (Олексій Овчинін, Нік Хейг та Хазза аль-Мансурі) відстикувався від станції та об 11:00 (UTC) успішно приземлився на території Казахстану. На цьому завершилась робота 60-ї експедиції; вона тривала 100 днів, 8 год., 12 хв.